# Coni Allemann
Coni Allemann (* 11. Oktober 1963 in Klosters, Kanton Graubünden) ist ein Schweizer Musiker und Kabarettist. Er ist vor allem in Graubünden als Bartli Valär, der Figur eines pfiffigen Walser Bauern, einem breiten Publikum bekannt.

## Karriere
Nach einer Ausbildung zum Schriftsetzer schrieb und inszenierte er 1987 das Musical Träume und hat seither zahlreiche Alben wie Bücher veröffentlicht und trat mit über 15 Bühnenprogrammen auf. Bekannt sind seine Lieder Drei Zürcher im Schnee, Brillelied, Geborä zum Heuä und 10 kleine Subaru. Für den Bündner Lokalsender Radio Grischa nahm er viele Sketche auf, die über längere Zeit täglich ausgestrahlt wurden, zuletzt unter dem Titel "Allemann täglich" bis 2006. 2001 war er Mitglied von Gion Mathias Caveltys "Bookshit Boys". Für den damaligen Olympiasieger Gian Simmen schrieb er 1998 den Song "Fun am Gian". Seine Gölä-Parodie "Keini Strähne meh" wurde 1999 von der SRF-Sendung "Weekend Music" zum Video des Jahres gewählt.
Auf seiner 8. CD Bündnerteller nahm er seinen ersten Bündner-Hit unter dem Titel Drei Zürcher im Schnee – frisch eingeschneit in einer Hip-Hop-Version auf, wobei er alle Instrumente selber einspielte. 2019 veröffentlichte er ein Buch mit walserdeutschen Gedichten, dem eine CD mit einigen Vertonungen der Gedichte beilag. 2024 erschien mit "Geborä zum Heuä" ein Buch und ein gleichnamiges Best-Of-Album mit 25 Titeln. Ebenfalls 2024 wurde das neue Album, "Aebi Rood" veröffentlicht. Es spielt auf das ähnlich heissende Beatles-Album Abbey Road an, wobei "Aebi" eine Alp oberhalb Klosters ist und "Rood" im Walserdeutschen so viel wie "Tour" bedeutet.
In den 1990er Jahren war er als Mitglied des Klosterser Gemeinderates auch politisch aktiv. Anfang 2025 lancierte er eine eigene Talkshow (TicTacTalk) im Kulturschuppen Klosters, die auch als Podcast ausgestrahlt wird.

## Werke

### Alben
- 1996 – Drei Zürcher im Schnee
- 1998 – Bartli Valär
- 1998 – Wisses Paradies
- 1999 – Allemann an Bord
- 2001 – Bartli Valär – Wo die Äirbags wachsen
- 2003 – Baywatch – New Directions in Comedy
- 2011 – Bartli Valär – Chöttihammertaler
- 2016 – Bündnerteller
- 2024 – Geborä zum Heuä
- 2024 – Aebi Rood

### Bücher
- homo ludens. Selbstverlag, Klosters 1989
- Zeter Mordio. Flüela Verlag, Davos 2008
- Überm Berg. Flüela Verlag, Davos 2011
- Anderscht as i gmeint han (mit CD), Somedia Buchverlag Verlag, Glarus 2019
- Geborä zum Heuä, Somedia Buchverlag Verlag, Glarus 2024

### Bühnenprogramme
- 1987 – Träume (Autor, Komponist, Regie, Gesang, Keyboard)
- 1988 – Bevor ich mit den Wölfen heule
- 1989 – Prättigau(n)er Songs
- 1992 – Pscht!
- 1994 – Bündnerteller
- 1996 – Unglücksfälle und Verbrechen
- 1998 – Bartli Valär
- 1999 – Allemann an Bord - mit dem Waldy-Osterhas-Sextett
- 2001 – Neue Lieder
- 2002 – One Man Demo
- 2003 – Autsch-Zeit
- 2008 – Zeter Mordio
- 2009 – Chöttihammertaler
- 2010 – The Khur Concert (Parodie auf Keith Jarretts Köln Concert)
- 2014 – Fadägrad
- 2024 – Huder & Rupf